# Conus maldivus
Espèce
Statut de conservation UICN

 LC  : Préoccupation mineure
Conus maldivus est une espèce de mollusques gastéropodes marins de la famille des Conidae.
Comme toutes les espèces du genre Conus, ces escargots sont prédateurs et venimeux. Ils sont capables de « piquer » les humains et doivent donc être manipulés avec précaution, voire pas du tout.

## Description
La taille de la coquille varie entre 18 mm et 83 mm.
La coquille est entourée de lignes tournantes distantes de petites taches. Elle est parfois irrégulièrement nuancée de blanc, ne formant pas de bandes. À d'autres moments, elle est irrégulièrement bandée. 

## Distribution
Cette espèce marine est présente dans la mer Rouge et dans l'ouest de l'océan Indien au large du bassin des Mascareignes. Mascareignes, des Maldives et du Sri Lanka.

### Niveau de risque d’extinction de l’espèce
Selon l'analyse de l'UICN réalisée en 2011 pour la définition du niveau de risque d'extinction, cette espèce est largement distribuée dans l'ouest et le nord-ouest de l'océan Indien, allant du Mozambique au centre du Natal et jusqu'à la mer Rouge, y compris Madagascar et le sud de l'Inde. Sa coquille est abondante et peu coûteuse sur le marché des collectionneurs, ce qui indique une abondance raisonnable à l'état sauvage. Il est peu probable qu'elle soit affectée par des menaces majeures et est donc évaluée comme étant de préoccupation mineure.

## Taxonomie

### Publication originale
L'espèce Conus maldivus a été décrite pour la première fois en 1792 par le conchyliologiste danois Christian Hee Hwass dans « Encyclopédie méthodique ou par ordre de matières Histoire naturelle des vers - volume 1 » écrite par le naturaliste français Jean-Guillaume Bruguière (1750-1798),.

### Synonymes
- Conus (Strategoconus) maldivus Hwass, 1792 · appellation alternative
- Conus dux (Röding, 1798) · non accepté
- Conus generalis maldivus Hwass, 1792 · non accepté
- Conus generalis monteiroi Barros e Cunha, 1933 · non accepté
- Conus planaxis Deshayes, 1863 · non accepté
- Conus spirogloxus Deshayes, 1863 · non accepté
- Cucullus dux Röding, 1798 · non accepté
- Cucullus filosus Röding, 1798 · non accepté
- Strategoconus maldivus (Hwass, 1792) · non accepté